# Nassella meyeniana
Nassella meyeniana là một loài thực vật có hoa trong họ Hòa thảo. Loài này được (Trin. & Rupr.) Parodi mô tả khoa học đầu tiên năm 1947.